# Slinkard Fire
De Slinkard Fire was een natuurbrand in de Amerikaanse staat Californië van 29 augustus tot 12 september 2017. Ze begon door een blikseminslag ten westen van Topaz in Mono County. Door felle wind op 30 en 31 augustus breidde ze snel uit en stak ze de California State Route 89 over. Topaz werd geëvacueerd, de stroom ging lokaal uit en SR 89 en U.S. Route 395 werden afgesloten. Slinkard Fire breidde uit naar Alpine County en Douglas County (Nevada). Tegen 5 september was de brand grotendeels onder controle en op 12 september was ze volledig beheerst, zonder Topaz of andere dorpen te hebben beschadigd.